# Machimus meridionalis
Machimus meridionalis är en tvåvingeart som beskrevs av Efflatoun 1934. Machimus meridionalis ingår i släktet Machimus och familjen rovflugor. Inga underarter finns listade i Catalogue of Life.